# Ubaitaba
Ubaitaba (língua Tupi antigo: ubá-'y-taba), é um município brasileiro do estado da Bahia. Localiza-se em área de Mata Atlântica na mesorregião do Sul Baiano, na microrregião Ilhéus-Itabuna (ou Região Cacaueira). Limita-se territorialmente ao norte com o Ubatã e Ibirapitanga, ao sul com Aurelino Leal, ao leste com Maraú e Itacaré, e ao oeste com Gongogi. Seu território é dividido em três distritos: Ubaitaba (distrito-sede), Piraúna e Faisqueira.
A região do município é muito relacionada à cultura do cacau.
Além da cultura do cacau, uma marca da cidade é a sua relação cultural com a canoagem competitiva e da canoa como meio de transporte. A cidade é considerada a Capital da Canoagem. A canoagem é um esporte praticado há anos por alguns dos seus habitantes, por isso chegando a ter grande projeção nacional e internacional no esporte, muito por conta da sua intensa relação com o Rio de Contas, que banha a cidade.
Até 1933, o município era conhecido como Itapira. Não por acaso, o nome Ubaitaba significa algo como "Terra das Canoas" ou "Cidade das Canoas" em língua Tupi.

## História

### Primeiros povos e período colonial
A região era antigamente habitada por índios até a chegada de colonizadores portugueses. Após o contato com os portugueses e o estabelecimento das Capitanias do Brasil pelo rei Manuel I de Portugal a partir de 1504 o território do município passou a localizar-se em terras da Capitania de São Jorge dos Ilhéus. A vila de São Jorge dos Ilhéus foi fundada em 1536 como "Vila de São Jorge dos Ilheos".
Ao longo do século XVIII a Capitania de São Jorge dos Ilhéus se desenvolveu e estabeleceram-se fazendas no litoral da vasta região. A partir dos movimentos migratórios de interiorização surgiram povoações, entre as quais o Arraial de Tabocas, formada na fazenda homônima, situada à margem esquerda do Rio das Contas, numa planície entre as colinas e o rio surgiram povoações que seriam a futura cidade. Com o tempo, surgiram estradas para conduzir os trabalhadores as roças e escoar os produtos das lavouras do Arraial de Faisqueira. A origem do arraial relaciona-se a criação do Arraial de Faisqueira (em 1783), área então destinada a extração de madeira, a cultura da cana de açúcar, dos cereais e do cacau.

### Período republicano
Em 28 de janeiro de 1914, uma enchente do rio destruiu o "Arraial de Tabocas", dispersando sua população. Coordenados pelo médico Francisco Xavier de Oliveira, residente no arraial, os flagelados reconstituíram a povoação, acima do nível atingido pelas águas. A denominação escolhida foi Itapira. Criou-se a freguesia em 20 de dezembro de 1912.
O ano de 1931 foi repleto de eventos que delineariam o município. Neste ano o arraial de Itapira foi elevado a vila. Ainda em 1931 foi elevado à categoria de vila com a denominação de Itapira, pelos decretos estaduais nº 7455, de 23 de junho de 1931 e nº 7479, de 8 de julho de 1931. Pelo decreto estadual nº 7050, de 16 de dezembro de 1931, a vila de Itapira foi extinta, sendo seu território anexado ao município de Itacaré. Pelo Decreto Estadual nº 7850, de 16 de dezembro de 1931, a sede do município de Itapira passou a denominar-se Itacaré.
O topônimo Ubaitaba, conferido em 1933, resulta da reunião dos vocábulos indígenas "ubá", que significa canoa pequena "y", rio, e "taba", aldeia, cidade. O nome foi dado por Dr. Cleóbulo Santana e Souza que venceu um concurso para dar um novo nome a cidade. Ubaitaba que se chamava Itapira recebeu status de município pelo Decreto Estadual nº 8567 de 27 de julho de 1933, com território desmembrado da cidade de Itacaré, reinstalada em 15 de agosto de 1933. A data de 27 de julho passou a ser a data de emancipação política da cidade, sendo anualmente comemorada com festa.

## Governo e política

### Prefeitos
Desde a sua emancipação, Ubaitaba já teve 27 prefeitos municipais. A atual Prefeita municipal é Sueli Carneiro da Silva Carvalho, conhecida popularmente como Suka. Os prefeitos municipais desde a sua emancipação política estão na lista a seguir. Seus apelidos e nomes conhecidos popularmente estão em itálico.
1. Ruy Santos (1933 a 1936)
  - Médico, primeiro prefeito, nomeado diretamente pelo governador da Bahia,
  - Foi eleito Senador da República em 1970 pelo partido ARENA de apoio ao regime militar, faleceu em 1985[16][17]
2. Juvenal de Lima França (1936 a 1937)
3. João Felipe de Sabóia Ribeiro (1937 a 1940)
4. Lourival Torreão (1941 a 1943)
5. Francisco Macedo (1943)
6. Cledenor Soares (1944)
7. Acúrcio Magalhães (1945)
8. Octacílio Manoel Gomes (1946 a 1950)
9. Felipe Miranda (1951 a 1955)
  - Antigamente, deu nome ao Estádio Municipal Filipe Miranda, que mudou de nome[18]
10. Asclepíades da Rocha Almeida (1956 a 1959)
11. Octacílio Manoel Gomes (1959 a 1953)
12. Walter Passos (1963 a 1967)
13. José Carlos (Zé Vermelho) da Silva Almeida (1967 a 1971)
  - Filho de Ascleíades da Rocha Almeida[19][20]
14. José Loyola de Andrade (1971 a 1973)
15. José Carlos (Zé Vermelho) da Silva Almeida (1973 a 1975)
  - Zé Vermelho renunciou ao mandato pouco tempo após assumir
  - Assumiu nesse período interinamente o irmão e presidente da Câmara, Asclepíades Almeida (Banda do Cartório)
16. Octalindo Manoel Gomes (1975 a 1977)
17. Orlando de Almeida Magalhães (1977 a 1982)
18. Armando Uzêda Pires (1982 a 1988)
19. José Carlos (Zé Vermelho) da Silva Almeida (1989 a 1992)
20. Armando Uzêda Pires (1993 a 1996)
21. José (Zito) Guilherme Correia (1997 a 2000)
  - Nesse período assumiu por vezes Antonio Carlos (Bafa) Jambeiro
22. Asclepíades (Bêda) Almeida Queiroz (2001 a 2004)
  - Sobrinho de José Carlos (Zé Vermelho) da Silva Almeida
23. Cledenor Isaac (Kekede) Soares (2003)
  - Vice-prefeito, assumiu durante dois meses
24. Asclepíades (Bêda) Almeida Queiroz (2004 a 2008)
25. Alexandre Negri Almeida (2009 a 2012)
  - Primo de Asclepíades (Bêda) Almeida Queiroz
26. Asclepíades (Bêda) Almeida Queiroz (2013 - 2016)
27. Sueli Carneiro (Suka) da Silva Carvalho (2017 - 2020)
28. Asclepíades (Bêda) Almeida Queiroz (2013 - atual)

Em 2015 o governo municipal teve as contas municipais rejeitadas pelo Tribunal de Contas dos Municípios do Estado da Bahia.

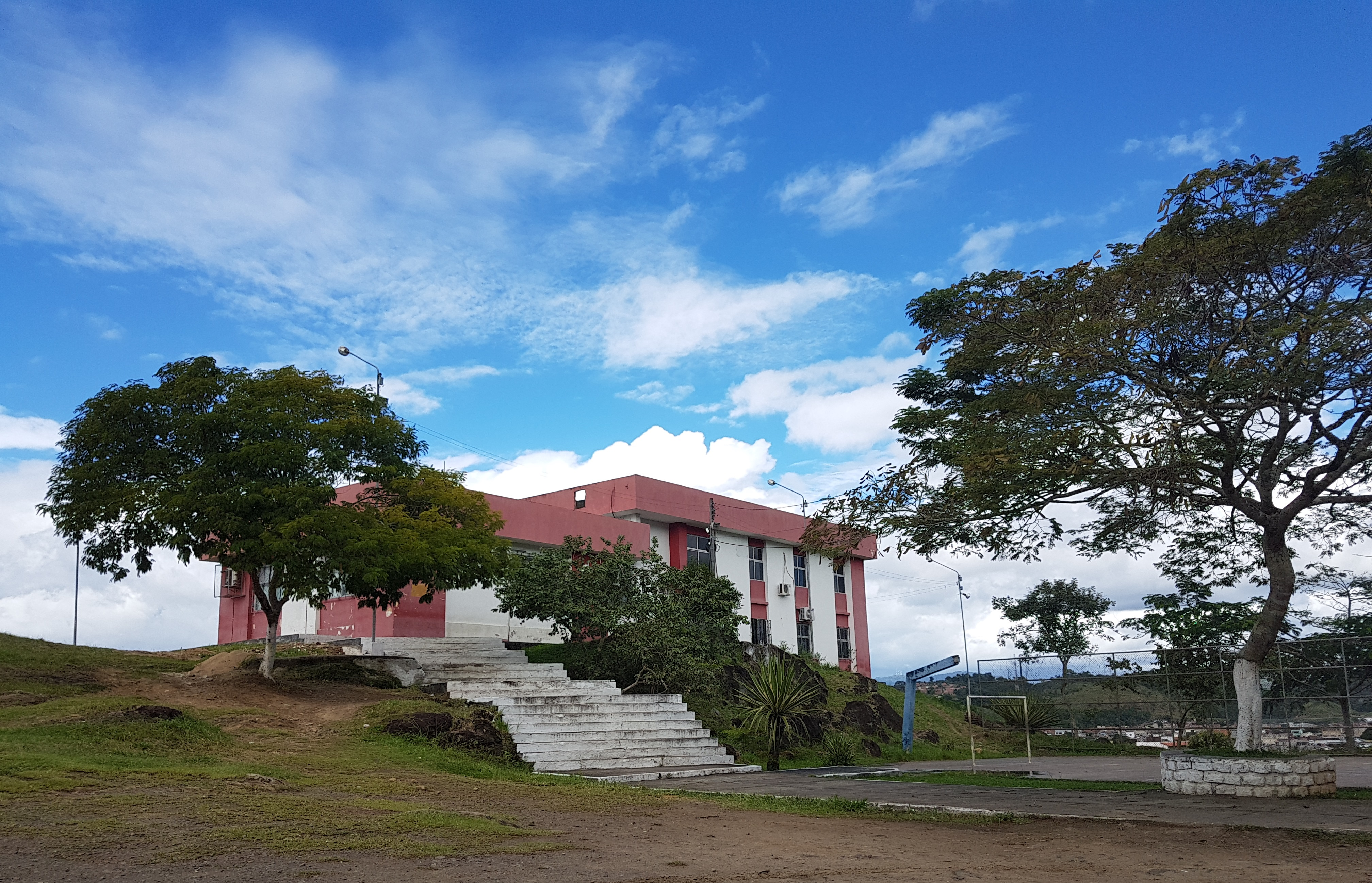
Prefeitura Municipal de Ubaitaba, em fotografia de 2017.

Em 2016, na história do município foi eleita a primeira mulher prefeita de Ubaitaba. Com 50,56% dos votos, sendo a candidata Suka (PSB).

### Símbolos oficiais

#### Brasão
O brasão oficial da cidade de Ubaitaba contém referências ao uso de canoas através do Rio de Contas, e ao transporte rodoviário. O sítio na internet da Imprensa Oficial de Ubaitaba apresenta no topo o brasão municipal. O símbolo aparece também no site da Prefeitura na internet.

## Geografia

### Distribuição e localização do território

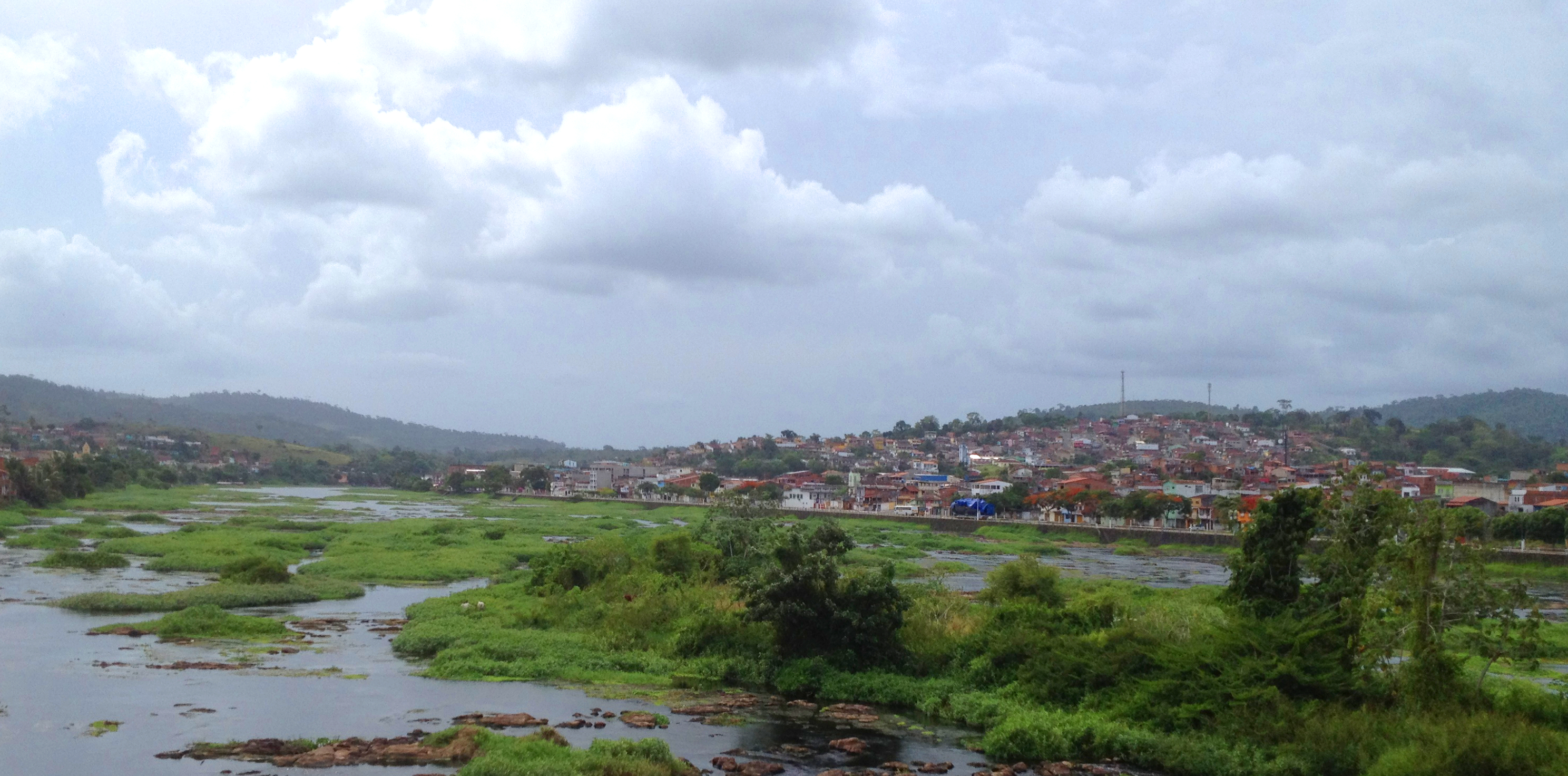
Ubaitaba vista da Ponte Sobre o Rio de Contas também na BR-101, em fotografia de 2013.

Ubaitaba é um município da Mesorregião do Sul da Baiano, localizado em área de Mata Atlântica densa.

### Localização, fronteiras e pontos extremos
Limita-se territorialmente ao norte com o Ubatã e Ibirapitanga, ao sul com Aurelino Leal, ao leste com Maraú e Itacaré, e ao oeste com Gongogi. Divide-se do município de Aurelino Leal pelo Rio de Contas, localizado na outra margem do rio.

### Divisão política
Seu território é dividido em três distritos: Ubaitaba, Piraúna e Faisqueira. Faisqueira é o segundo maior dos distritos. A sede localiza-se no distrito Ubaitaba. O menor dos três em número de habitantes é o distrito de Piraúna.

### Clima
A cidade localiza-se em região com clima equatorial, com temperaturas médias acima dos 22 °C e chuvas distribuídas ao longo de todo o ano, concentrando-se nos meses de dezembro a março. De acordo com a classificação climática de Köppen-Geiger tem clima equatorial de floresta tropical.
| Dados climatológicos para Ubaitaba, Bahia | Dados climatológicos para Ubaitaba, Bahia | Dados climatológicos para Ubaitaba, Bahia | Dados climatológicos para Ubaitaba, Bahia | Dados climatológicos para Ubaitaba, Bahia | Dados climatológicos para Ubaitaba, Bahia | Dados climatológicos para Ubaitaba, Bahia | Dados climatológicos para Ubaitaba, Bahia | Dados climatológicos para Ubaitaba, Bahia | Dados climatológicos para Ubaitaba, Bahia | Dados climatológicos para Ubaitaba, Bahia | Dados climatológicos para Ubaitaba, Bahia | Dados climatológicos para Ubaitaba, Bahia | Dados climatológicos para Ubaitaba, Bahia |
| Mês                                       | Jan                                       | Fev                                       | Mar                                       | Abr                                       | Mai                                       | Jun                                       | Jul                                       | Ago                                       | Set                                       | Out                                       | Nov                                       | Dez                                       | Ano                                       |
| ----------------------------------------- | ----------------------------------------- | ----------------------------------------- | ----------------------------------------- | ----------------------------------------- | ----------------------------------------- | ----------------------------------------- | ----------------------------------------- | ----------------------------------------- | ----------------------------------------- | ----------------------------------------- | ----------------------------------------- | ----------------------------------------- | ----------------------------------------- |
| Temperatura máxima média (°C)             | 29,2                                      | 29,4                                      | 29,2                                      | 28,2                                      | 27,0                                      | 26,1                                      | 25,6                                      | 25,9                                      | 26,1                                      | 27,6                                      | 28,0                                      | 28,4                                      | 27,6                                      |
| Temperatura média (°C)                    | 25,6                                      | 25,7                                      | 25,6                                      | 24,8                                      | 23,7                                      | 22,7                                      | 22,4                                      | 23,4                                      | 24,0                                      | 24,3                                      | 24,8                                      | 25,0                                      | 24,3                                      |
| Temperatura mínima média (°C)             | 22,1                                      | 22,1                                      | 22,0                                      | 21,5                                      | 20,5                                      | 19,4                                      | 19,3                                      | 21,0                                      | 21,2                                      | 21,0                                      | 21,6                                      | 21,7                                      | 21,1                                      |
| Precipitação (mm)                         | 131                                       | 98                                        | 171                                       | 154                                       | 115                                       | 139                                       | 135                                       | 112                                       | 77                                        | 83                                        | 123                                       | 134                                       | 1 472                                     |
| Fonte: climate-data.org                   |                                           |                                           |                                           |                                           |                                           |                                           |                                           |                                           |                                           |                                           |                                           |                                           |                                           |

## Demografia

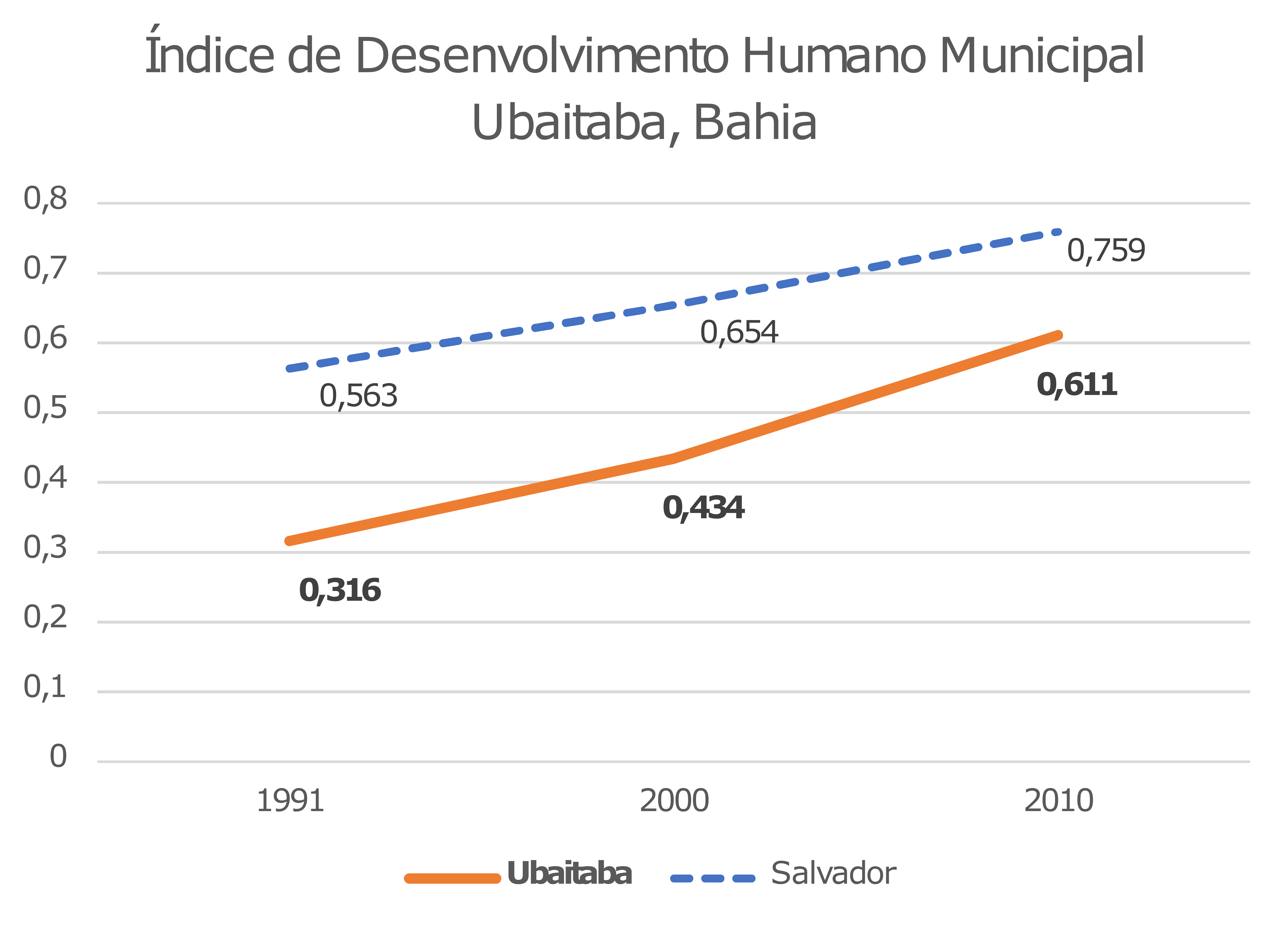
Índice de Desenvolvimento Humano Municipal (IDH-M) de Ubaitaba (1991 a 2010). Em azul, comparação com índice da capital, Salvador (Bahia).

Segundo o Censo 2022 do Instituto Brasileiro de Geografia e Estatística (IBGE), a população do município de Ubaitaba é de 17 596 habitantes. Nos últimos anos a população do município diminuiu em relação na série histórica. O índice de desenvolvimento humano do município cresceu nas últimas décadas, atingindo um nível considerado médio.

### Religiões
Segundo o censo do IBGE de 2010, da população residente de 20.691 pessoas, 12.377 (59,8%) delas se autodenominavam católicas, não tinham religião 3.799 pessoas (ou cerca de 18,3% da população), outras 3.792 (18,3%) pessoas denominavam-se evangélicas e 177 (0,8%) delas, espíritas. Nesta amostra, pessoas das religiões de matriz africana umbanda e candomblé que se autodeclaram como tal totalizavam 41 pessoas (cerca de 0,19%). 

### Segurança pública e criminalidade
O município, apesar de possuir poucos habitantes, tem altas taxas de homicídios. Em estatísticas de segurança pública é registrado como um lugar violento.

## Economia
Em 2021, o PIB per capita de Ubaitaba foi de R$ 13.137,19.

## Infraestrutura

### Território e ambiente
Segundo informação censitária de 2010 a cidade apresenta a maioria (cerca de 65,8%) dos domicílios com presença esgotamento sanitário adequado. No entanto, mantinha mais de 30% sem este tipo de infraestrutura básica. No estudo, cerca de metade (50,7%) dos domicílios urbanos estão em vias públicas com arborização. No entanto, apenas 32,8% dos domicílios urbanos estão vias públicas com urbanização adequada (ou seja, que possuem presença de bueiro, calçada, pavimentação e meio-fio).

### Saúde
O município conta com apenas um hospital com leitos de internação hospitalar disponíveis. O serviço é de gestão estadual com leitos disponíveis para o SUS e se chamava Hospital São Vicente de Paula, tendo modificado seu nome registrado no Cadastro Nacional dos Estabelecimentos de Saúde (CNES) mudado para União dos Comunitária dos Médicos da Bahia (UCMB) em fevereiro de 2016. O hospital conta com leitos de internação em cirurgia geral, clínica médica e ginecologia e obstetrícia. O hospital é cadastrado no CNES sob número 2602652. Em março de 2016 foi noticiada reforma do seu centro cirúrgico.

### Transportes

#### Aéreo
O aeroporto mais próximo do município com voos regulares para a capital e outros estados é o Aeroporto de Ilhéus, a cerca de 100 km do centro da cidade. O trajeto até o aeroporto pode ser feito de duas maneiras, ambas com a mesma extensão. O trajeto de carro pode ser feito em cerca de 2 horas, tanto através do caminho combinado utilizando a BR-101 com a BA-262 (BR-101 e BR-262) passando por Uruçuca, quanto utilizando também a BR-101, mas combinando com a BR-415 (BR-101 e BR-415) passando pela cidade de Itabuna.

#### Rodoviário
O município fica às margens da rodovia federal longitudinal BR-101, que funciona como principal via de interligação intermunicipal e interestadual para a sua população. Outra estrada federal que passa pelo município é a BR-030.
O antigo Ministro dos Transportes, o economista Paulo Sérgio Passos, durante a sua gestão se envolveu com obras de infraestrutura rodoviária no município e na região. Ele é natural de Muritiba, mas viveu durante a juventude em Ubaitaba. O economista foi Ministro dos Transportes em quatro períodos distintos entre 2006 e 2015.

#### Ferroviário
Ubaitaba, quando ainda chamava-se de Itapira, ficava às margens da Estrada de Ferro Ilhéus a Conquista (mais tarde, Estrada de Ferro de Ilhéus ou E. F. de Ilhéus). O trecho até Vitória da Conquista nunca chegou a ser construído, mas a estrada era uma importante fonte de integração regional. A estrada de ferro, que hoje já não está mais ativa, funcionou até a década de 1960 e transportava a grande produção de cacau de Ubaitaba e entorno para exportação no Porto de Ilhéus. A estação no município vizinho de Poiri, hoje Aurelino Leal, servia de plataforma de embarque.
A ferrovia em construção Ferrovia Oeste-Leste (EF-224) que também transportará cargas até o Porto de Ilhéus, em sentido semelhante a angita E. F. de Ilhéus, não contempla Ubaitaba, mas percorrerá o sul da Bahia passando por Ubatã, município vizinho e por Jequié.

#### Fluvial
O meio de transporte fluvial com a utilização de canoas e balsa é muito utilizado. O Rio de Contas serve como um meio de transporte principal entre Ubaitaba e o município vizinho de Aurelino Leal.
Há uma balsa que faz a travessia do Rio de Conta entre Ubaitaba e Aurelino Leal que funciona todos os dias do ano. Em 2011, a balsa chamada Vedete, sofreu um acidente e afundou parcialmente, sendo o fato atribuído a superlotação de passageiros.

#### Tração animal
O uso de cavalos, burros e jegues para o transporte ainda é usual, com uso ou não de carroças.

### Comunicações
O principal meio de comunicação impresso do município é o Jornal Tribuna da Região. Em 2014 o Jornal completou 25 anos de fundação. O diretor e redator-chefe do jornal é o jornalista ubaitabense Humberto Hugo de Almeida.
A rádio Ubaitaba FM, que é transmitida na frequência 87,9 MHz, é principal fonte de música regional e notícias da cidade. A rádio tem estação online que pode ser ouvida pela internet. Além da rádio localizada na cidade, outras rádios podem ser sintonizadas em Ubaitaba, de outras cidades da região sul da Bahia. As rádios
Recentemente o blog de notícias Ubaitaba Urgente ganhou destaque na cidade.

### Educação e ciência
Milton Santos, acadêmico considerado um dos maiores geógrafos brasileiros, ganhador do "Nobel da Geografia", o prêmio Vautrin Lud, publicou um dos seus primeiros trabalhos justamente sobre Ubaitaba. Apesar de ser natural de Brotas de Macaúbas, o professor morou em Ubaitaba na infância.
O último Plano Municipal de Educação foi publicado em 2015. Em dezembro de 2021, Ubaitaba e mais 82 cidades foram incluídas em um programa do Itaú Social para acompanhamento de planejamento estratégico na educação.

###### Investimentos na Educação Municipal
Em 24 de novembro de 2021 o Governo do Estado da Bahia divulgou o resultado de licitação para contratação de empresa para execução da obra de ampliação com modernização da infraestrutura nas unidades escolares localizadas em sete municípios, incluindo Ubaitaba. O investimento da iniciativa envolve construção de escolas de Educação em Tempo Integral, parte da expansão de oferta desta modalidade, por meio do Programa Baiano de Educação Integral Anísio Teixeira.

## Cultura

### Música
Fernando Lona foi um importante cantor e compositor da MPB. Ubaitabense, ficou nacionalidade conhecido por sua composição Porta Estandarte em conjunto com Geraldo Vandré, registrada no álbum "5 Anos de Canção". Faleceu em 1977, ainda jovem, num acidente automobilístico. Em Ubaitaba, o "Lago Fernando Lona" foi nomeado em sua homenagem.
Durante a década de 1990 surgiu o grupo ubaitabense Gang Cidade. Fazendo um estilo que já foi chamado de Música Popular Grapiúna (MPG), a banda chegou a gravar CDs e fazer muitos shows pela região. Na cidade, o grupo é reconhecido. Ganhou ainda alguma projeção regional, principalmente à época do lançamento do clipe musical da composição "Ondas", que tocava em rádios da cidade e na Morena FM, rádio de Itabuna e muito conhecida em Ubaitaba, que tem sinal transmitido a ponto de conseguir ser ouvida na cidade. O grupo já tocou em diversas festas regionais, inclusive no Carnaval de Ilhéus, o mais tradicional da região cacaueira e que atrai o maior público. O percussionista da banda, José Henrique da Silva Oliveira, produtor musical na cidade, que fazia produção de grandes festas e do Bloco Jangada Elétrica, faleceu aos 32 anos, em 2011.
Estilo popular e muito conhecido na cidade, o arrocha surgiu no recôncavo baiano e rapidamente se espalhou para o estado no início dos anos 2000, inclusive para Ubaitaba. De grande apelo popular e associado a música brega e a seresta, o ritmo faz sucesso na cidade. O grupo musical Ubaitabense, Kaprixo e mais tarde tendo nome alterado para Companhia do Kaprixxo, fez bastante sucesso entre 2004 a 2014 em toda a região sul e extremo sul do estado. Após envolvimento em controvérsias, um dos vocalistas e integrante mais famoso, Uedson (Moreno) decidiu em 2008 seguir carreira-solo e logo depois na vida gospel em outubro de 2014. Com a saída do Uedson (Moreno), entrou Antônio Alberto (Bettinho) que também fez seu nome através do grupo e hoje segue em carreira-solo como Tony Canabrava. Várias alterações foram feitas no grupo durante o período de existência, a formação original durou até a saída do Uedson (Moreno). O grupo finalizou sua história definitivamente em 2015.

### Esporte

#### Canoagem
A canoagem em Ubaitaba faz parte da sua cultura e é considerado o esporte que mais representa a cidade. De fato, a cidade é inclusive sede da Federação Baiana de Canoagem e da Associação Cacaueira de Canoagem. Os atletas da cidade ganharam grande projeção nacional e internacional, especialmente a partir da participação de Jefferson Lacerda nos Jogos Olímpicos de Barcelona, em 1992.
"Entrei na canoagem para defender o nome de Ubaitaba. Eu tinha um objetivo de não deixar o pessoal de outras cidades da região vir aqui e ganhar." - Jefferson Lacerda
Jefferson Bispo Lacerda foi um pioneiro da canoagem de Ubaitaba e fez parte da primeira equipe brasileira de canoagem. Iniciou sua carreira somente aos 27 anos após tentar vários esportes. Encontrou muitas dificuldades para exercer o esporte na década de 1980 e quase desistiu do esporte. Esteve em Cuba e confessa que aprendeu muito na ilha. Mesmo após deixar o esporte competitivo, continuou ensinando como Educador Físico e inspirou diversas gerações de canoístas.
Isaquias Queiroz, natural de Ubaitaba e conhecido também como "Sem Rim", é um canoísta brasileiro, atleta do Clube de Regatas do Flamengo, que representou o Brasil nos Jogos Olímpicos Rio 2016. Segundo o próprio Jefferson Lacerda, quem deu o primeiro remo a Isaquias foi ele.

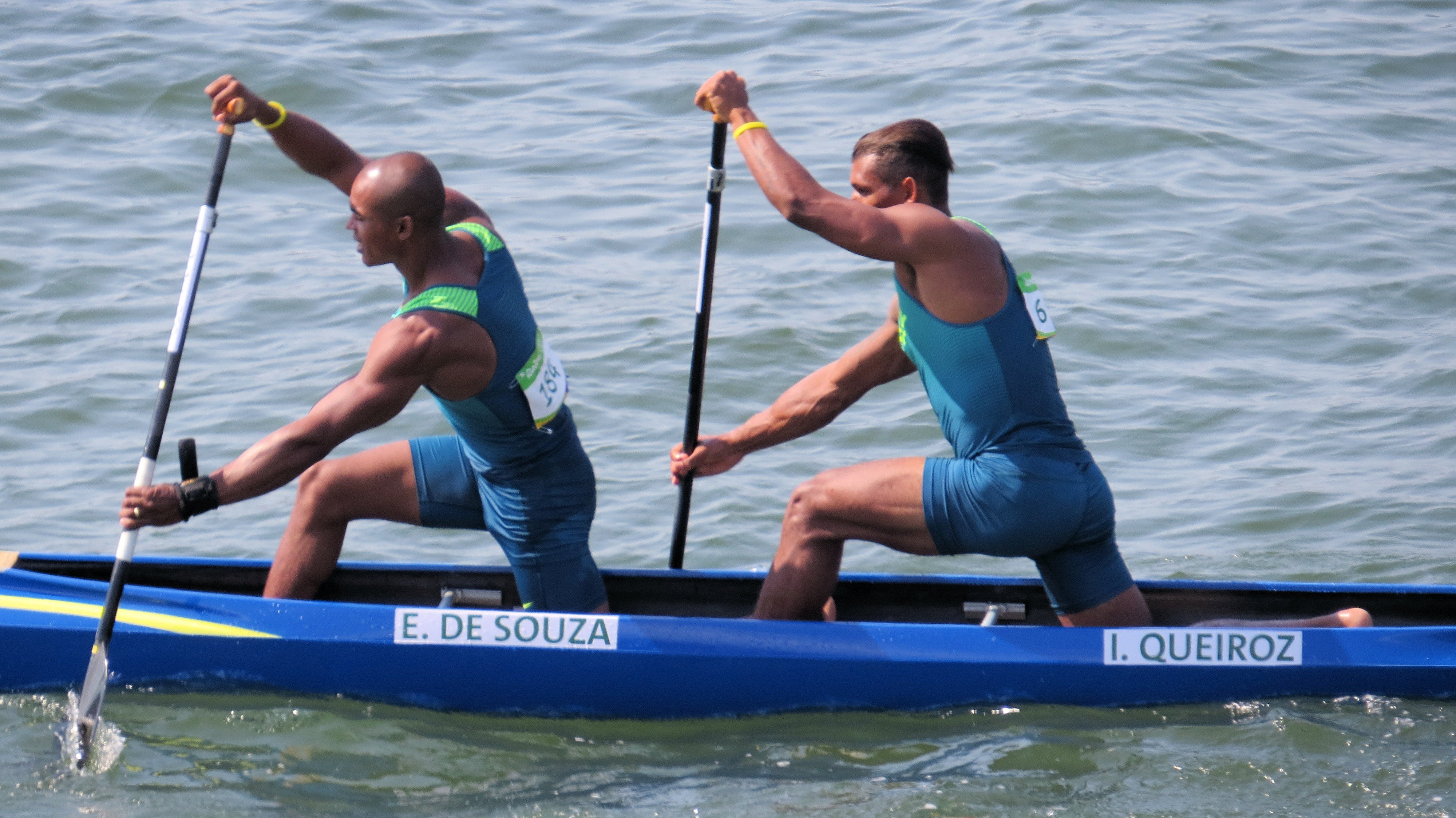
Isaquias Queiroz e Erlon Silva nos Jogos Olímpicos de Verão de 2016.

Isaquias disputou três provas nos Jogos Rio 2016 e ganhou medalhas nas três. Na prova do C1-1000 m, disputando ao lado do então campeão olímpico e mundial, o alemão Sebastian Brendel, ficou com a segunda colocação, ganhando uma medalha de prata para o Brasil, fazendo história na canoagem como o primeiro brasileiro a conquistar três medalhas em uma mesma edição dos Jogos Olímpicos. Seu parceiro de canoagem e também medalhista olímpico Erlon Silva, é da cidade vizinha de Ubatã. Em 2021, nos Jogos Olímpicos de Tóquio, no Japão, ele voltou a competir nas provas do C1-1000 metros e C2-1000 metros.
O sucesso de Isaquias nas olimpíadas e o seu carisma fizeram muitas pessoas inclusive proporem que a famosa Lagoa Rodrigo de Freitas, nomeada em homenagem a um aristocrata português, mudasse de nome para "Lagoa Isaquias Queiroz".
Ao longo de 2016, seguindo a fama da cidade por causa da canoagem, vários governantes planejam investimentos no esporte no município.
Somente em 2020, foi finalmente concluído um centro de canoagem competitiva, uma herança direta do sucesso dos ubaitabenses na competição esportiva no esporte.

#### Peteca
Outro esporte, também relacionado a uma herança indígena assim como a canoagem, pouco praticado e menos habitual nacionalmente no Brasil, mas bastante praticado em Ubaitaba, é o jogo de peteca - em língua Tupi, “bater com a palma da mão”.
Segundo a Confederação Brasileira de Peteca (CBP), presume-se que o jogo de peteca é originário da América do Sul e Central, talvez praticado desde antes da chegada dos exploradores europeus da época das grandes navegações.
Na cidade, existe inclusive histórico do uso da peteca como projeto social na cidade, o Projeto Peteca e Cidadania. Há uma grande tradição da prática de peteca, mesmo nas ruas da cidade. Na comemoração de 88 anos do município a prefeitura da cidade organizou evento esportivo que contava com diversas modalidades, incluindo a canoagem e o jogo de peteca.

#### Futebol
O município tem um estádio de futebol dedicado basicamente a práticas esportivas da modalidade. O Estádio Municipal Everaldo Silva Melo (antigo Estádio Filipe Miranda), localizado no centro da cidade, tem o nome de um antigo prefeito da cidade.
A Liga Ubaitabense de Futebol (LUF), fundada em 30 de janeiro de 1976, é uma associação civil de direto privado que incentiva o futebol no município. É filiada à Federação Bahiana de Futebol. Em 2014, foi assinado um convênio entre a Prefeitura do Município e a entidade para a participação da Seleção de Ubaitaba no Campeonato Intermunicipal de Futebol Amador do Estado da Bahia, sendo o então presidente da entidade o senhor Everaldo Silva Melo, que faleceu em 2019 e passou a dar nome ao estádio da cidade. Anualmente, a Liga organiza o Campeonato Interbairros de Futebol. Na edição de 2016 do campeonato, o time Faisqueira I (do distrito de Faisqueira) foi consagrado bicampeão municipal.

#### Rugbi
O jogador de rúgbi Luan Almeida, o 'Big Mike', é natural de Ubaitaba. Revelado nas categorias de base do Jacareí Rugby, de Jacareí, o atleta foi campeão brasileiro de 7's e XV pelo clube paulista. Em 2017, transferiu-se para o Montemor, de Portugal, time pelo qual defendeu por duas temporadas. Atualmente, Luan defende o tradicional time português do Benfica.

#### Infraestrutura
A cidade conta com um estádio municipal, majoritariamente usado para futebol, e o novo Centro de Canoagem, como mencionado acima. Além desses equipamentos há um ginásio poliesportivo na cidade.

### Festas populares
Ubaitaba tem grande diversidade cultural e muitas festas tradicionais. As principais festas são: a cavalgada Festa do Cavalo de Ubaitaba, a Festa do Dia da Cidade (27 de julho), a Festa de Reis, o São João de Ubaitaba e as Festas ao Padroeiro Santo Antônio.
A cavalgada da cidade atrai inúmeros participantes de diversas cidades vizinhas. Em 2015 a festa completou sua vigésima sexta edição (XXVI Festa do Cavalo).

### Literatura
Na literatura do município destaca-se Clodomir Xavier de Oliveira (Closinho), descendente direto daquele que é considerado um dos fundadores da cidade, o Dr. Francisco Xavier de Oliveira. O autor é um dos patronos da Academia de Letras de Itabuna.
O poeta e compositor Webber Tannus, falecido em 2016, além do nome do músico Fernando Lona são citados como importantes para a literatura do município.